# Lac d'Arpy
Le lac d'Arpy se trouve dans la commune valdôtaine de Morgex à 2 066 mètres d'altitude.

## Description
D'origine glaciaire, il se situe dans le vallon d'Arpy, près du col du même nom.
Il est entouré par le mont Charvet, la Becca Pouegnenta et le mont Colmet.

## Accès
Le lac est à environ 45 minutes de marche du col d'Arpy (Colle San Carlo en italien).

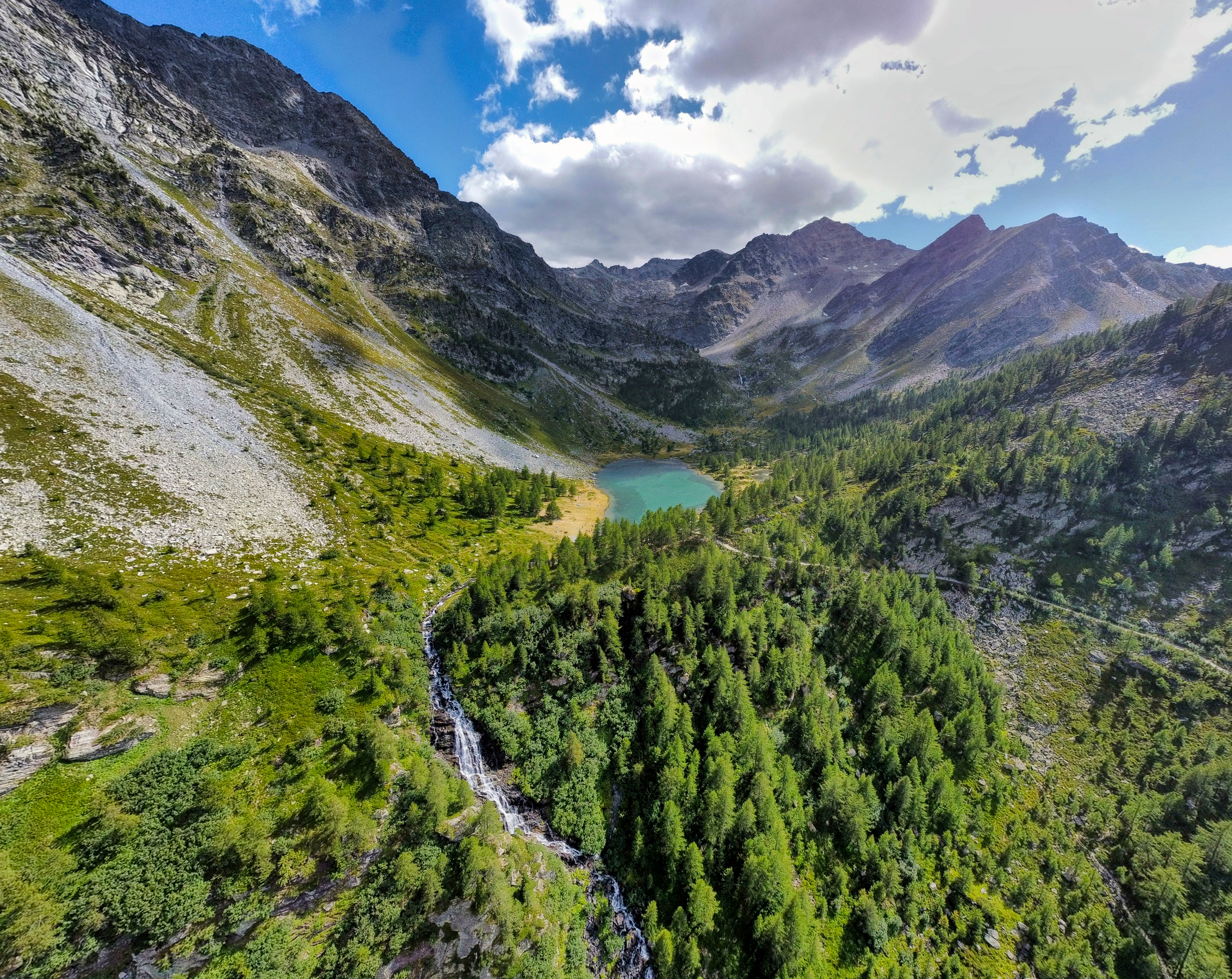
Le lac d'Arpy.